# Burg Naumburg (Bärenbach)
Die Burg Naumburg ist die Ruine einer Höhenburg in der Nähe von Bärenbach im Landkreis Bad Kreuznach in Rheinland-Pfalz.

## Lage
Die Reste der einstigen Burganlage befinden sich auf einer Anhöhe im Naheland an der Bundesstraße 41 zwischen Idar-Oberstein und Kirn.

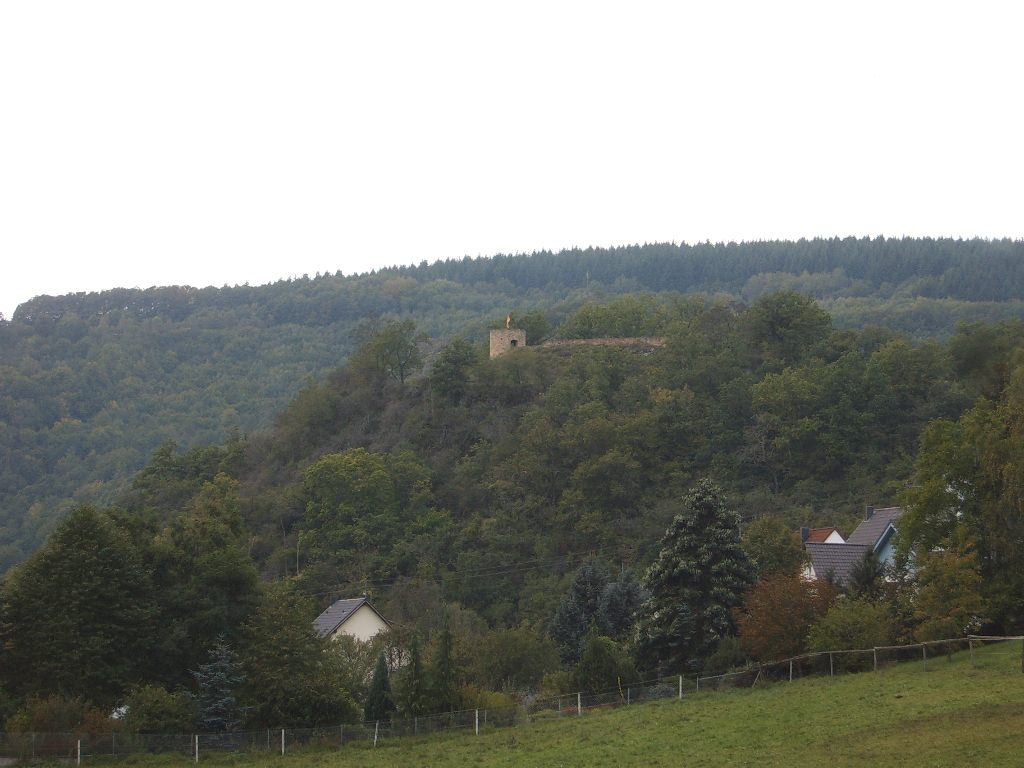
Die Naumburg bei Bärenbach im Nahetal

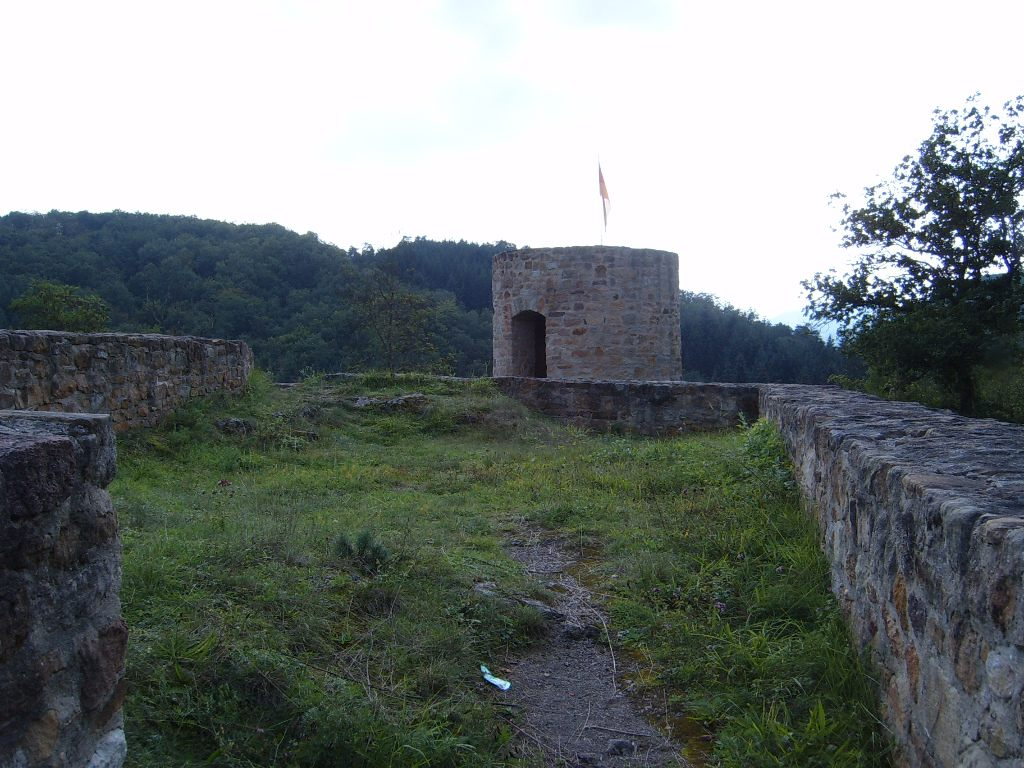
Naumburg

## Geschichte
Ihren Namen erhielt die Naumburg (=Neuenburg) als Neugründung der über Kirn gelegenen Kyrburg oder der Feste Hachenfels. Die erste Erwähnung dürfte im Jahre 1146 gewesen sein, als sich Raugraf Emicho „Graf von Nuenburc“ nannte. 50 Jahre später behauptete Werner von Bolanden, er sei von Herzog Konrad mit Burg „Nuenburg iuxta Kirberg“ belehnt worden, was allerdings nur ein vorübergehendes Besitzverhältnis war.
Im Jahre 1323 trug dann Raugraf Konrad V. von der Stolzenberger Linie die „Veste Nuenburg bei Kyr“ dem Erzbischof Balduin von Trier für 600 Pfund Heller zu Lehen auf. Raugraf Heinrich von der Altenbaumburger Linie bestimmte jedoch im Jahre 1325 testamentarisch zugunsten seiner Frau und seiner Kinder sowie zugunsten des Mannes seiner Stieftochter Graf Philipp von Sponheim-Bolanden über sein Allod. Darunter erschienen die Burg Nauwenborg, Becherbach, Merxheim, Solzbach, Lembach, Leybelbach sowie Dörfer und Gerichte.
Da die Geldverhältnisse der Raugrafen stets schlecht waren, veräußerten sie allmählich ihren Besitz. Raugraf Georg II. (von Stolzenberg) verpfändete im Jahre 1349 die halbe Burg Nunburg an Graf Walram von Sponheim. Raugraf Ruprecht IV. (von Altenbaumburg) tat es im Jahre 1362 ebenso mit den Ortschaften Becherbach, Limbach, Sulzbach und Hof Gauschisberg.
Endgültig geschah die Abtretung dann im Jahre 1381 durch Raugraf Heinrich V. dem Letzten der Linie Altenbaumburg an Graf Simon III. von Sponheim. Danach war die Burg nur noch Verwaltungssitz, und das Amt Naumburg bildete ein Zubehör der vorderen Grafschaft Sponheim. Es umfasste die Gerichte Becherbach, Bärenbach, Martin-Weierbach, Anteile an Oberreidenbach und Löllbach sowie Hintersassen in mehreren Ortschaften.
Bei der Teilung 1707 wurde das Amt dem badischen Anteil zugewiesen. Im Jahre 1776 wurde der Amtssitz nach Herrstein verlegt. Die Franzosen zerstörten 1803 die Burg. Von 1986 bis 1994 wurden umfangreiche Sicherungs- und Freilegungsarbeiten durchgeführt.
Von der einstigen Burganlage sind heute nur noch einige Grundmauern zu sehen.